# Van Royen (Berlicum)
Van Royen (ook: Van Roijen) is een Nederlands geslacht dat afkomstig is uit Berlicum en dat bestuurders voortbracht.

## Geschiedenis
De stamreeks begint met Mijndert van Royen die omstreeks 1635 trouwde met Anna van der Vorst. Zijn zoon Wouter vestigde zich met de "kersttijd 1668" vanuit Berlicum te Steenwijk. Diens zoon Daniël was provoost-geweldige in Steenwijk en vertrok tegen kersttijd 1716 naar Hoorn. Zijn zoon Steven (1685-1760) vestigde zich in 1707 te Amsterdam en werd daar zijdehandelaar. Hij kocht in 1726 het nabij zijn geboorteplaats Steenwijk gelegen landgoed Westerbeeksloot. Zijn nakomelingen vervulden diverse bestuurlijke functies op lokaal, provinciaal en landelijk niveau.
In 1912 werd het geslacht opgenomen in het genealogische naslagwerk Nederland's Patriciaat.

## Enkele telgen
Steven van Royen (1685-1760), zijdehandelaar
- Stephanus (Steven) van Royen (1717-1806)
  - Stephanus Jacobus van Royen (1764-1834), burgemeester
    - Stephanus van Royen (1798-1883), burgemeester
      - dr. Stephanus Jacobus van Royen (1828-1909), doctor in de wis-, natuur-, genees- en verloskunde
      - Jan Isaäc Antonie Berend van Royen (1870), arts, directeur-geneesheer Homeopathisch Ziekenhuis te Utrecht

    - mr. Isaäc Antoni Soetens van Roijen (1800-1868), lid Eerste Kamer en Commissaris des Konings
      - mr. Jan Hermanus van Royen (1827-1883), wethouder van Zwolle, lid van provinciale staten van Overijssel
        - mr. Jan Herman van Royen (1871-1933), ambassadeur
          - mr. Jan Herman van Royen (1905-1991), minister van Buitenlandse Zaken

      - mr. Stephanus Jacobus van Royen (1829-1908), lid van provinciale en gedeputeerde staten van Overijssel
        - mr. Isaac Antoni van Roijen (1859-1938), burgemeester, lid Eerste Kamer

      - Hendricus Nicolaus van Roijen (1831-1874), burgemeester; trouwde in 1858 met Johanna Gesina Sluis (1837-1876), dochter van burgemeester mr. Herman Hendrik Adriaan Sluis (1810-1900), lid van het Nederland's Patriciaatsgeslacht Sluis en opdrachtgeefster van Gerrit Vlaskamp
      - mr. Berend van Roijen (1832-1893), burgemeester
        - mr. Isaac Antoni van Roijen (1861-1938), burgemeester
          - mr. Rhijnvis van Roijen (1895-1956), archivaris, laatstelijk gemeentearchivaris van Leiden
          - Johan van Roijen (1899-1985), burgemeester
          - Stephanus Jacobus van Royen (1909-1972), burgemeester

  - Jacobus van Roijen (1768-1837), koopman
    - Stephanus Jacobus van Royen (1796-1847), burgemeester